# 尹集镇 (灵璧县)
尹集镇，是中华人民共和国安徽省宿州市灵璧县下辖的一个乡镇级行政单位。

## 行政区划
尹集镇下辖以下地区：
圩疃村、陈渡口村、杜庵村、程刘村、马楼村、土桥村、姬贺村、解阁村、田路村、尹楼村、三村、菠林村、霸王城村、尹北村、张集村、李大庄村、尹集村和苗圃厂生活区。